# ASDR Fatima
Anges Sportive Diables Rouges de Fatima w skrócie ASDR Fatima – środkowoafrykański klub piłkarski grający w środkowoafrykańskiej pierwszej lidze, mający siedzibę w mieście Bangi.

## Sukcesy
- I liga[1]:
  - mistrzostwo (5): 1974, 1978, 1983, 1988, 2005.

- Puchar Republiki Środkowoafrykańskiej[2]:
  - zwycięstwo (10): 1980, 1981, 1991, 1993, 1998, 2000, 2008, 2009, 2012, 2017.

## Występy w afrykańskich pucharach
| Sezon     | Rozgrywki                 | Runda       | Kraj                          | Klub                   | Dom | Wyjazd | Dwumecz      |
| --------- | ------------------------- | ----------- | ----------------------------- | ---------------------- | --- | ------ | ------------ |
| 1975      | Puchar Mistrzów           | 1           | Sudan                         | Al-Merreikh Omdurman   | 3–0 | 0–2    | 3–2          |
| 1979      | Puchar Mistrzów           | 1           |                               | Silures Bobo-Dioulasso | 1–1 | 1–1    | 2–2 (k. 4–5) |
| 1981      | Puchar Zdobywców Pucharów | 1           | Zair                          | TP Mazembe             | 0–2 | 0–5    | 0–7          |
| 1984      | Puchar Mistrzów           | 1           | Gabon                         | FC 105 Libreville      | 1–5 | 1–3    | 2–8          |
| 1989      | Puchar Mistrzów           | wstępna     | Gwinea Równikowa              | CD Elá Nguema          | 4–0 | 0–1    | 4–1          |
| 1989      | Puchar Mistrzów           | 1           | Kamerun                       | Tonnerre Jaunde        | 0–3 | 0–2    | 0–5          |
| 1992      | Puchar Zdobywców Pucharów | wstępna     | Gwinea Równikowa              | Atlético Malabo        | 3–0 | 1–1    | 4–1          |
| 1992      | Puchar Zdobywców Pucharów | 1           | Kamerun                       | Tonnerre Jaunde        | 1–0 | 0–0    | 1–0          |
| 1992      | Puchar Zdobywców Pucharów | 2           | Kongo                         | Elec Sport de Bouansa  | 4–1 | 0–1    | 4–2          |
| 1992      | Puchar Zdobywców Pucharów | ćwierćfinał | Burundi                       | Vital’O FC             | 0–0 | 1–2    | 1–2          |
| 1993      | Puchar CAF                | wstępna     | Czad                          | Tourbillon FC          | 2–3 | 1–1    | 3–4          |
| 1994      | Puchar Zdobywców Pucharów | 1           | Zair                          | DC Motema Pembe        | 2–0 | 0–0    | 2–2 (k. 4–5) |
| 1998      | Puchar CAF                | wstępna     | Gwinea Równikowa              | Atlético Malabo        | –   | –      | –            |
| 1999      | Puchar Zdobywców Pucharów | wstępna     | Gwinea Równikowa              | Union Vesper           | 6–0 | 3–2    | 9–2          |
| 1999      | Puchar Zdobywców Pucharów | 1           | Kamerun                       | Dynamo Duala           | 1–0 | 0–3    | 1–3          |
| 2001      | Liga Mistrzów             | wstępna     | Rwanda                        | Rayon Sports FC        | 1–0 | 0–1    | 1–1 (k. 3–0) |
| 2001      | Liga Mistrzów             | 1           | Demokratyczna Republika Konga | TP Mazembe             | 0–1 | 0–1    | 0–2          |
| 2006      | Liga Mistrzów             | wstępna     | Demokratyczna Republika Konga | DC Motema Pembe        | 0–0 | 0–2    | 0–2          |
| 2009      | Puchar Konfederacji       | wstępna     | Gwinea Równikowa              | Deportivo Mongomo      | 1–1 | 0–2    | 1–3          |
| 2010      | Puchar Konfederacji       | wstępna     | Demokratyczna Republika Konga | DC Motema Pembe        | 1–1 | 0–3    | 1–4          |
| 2013      | Puchar Konfederacji       | wstępna     | Etiopia                       | Dedebit FC             | 0–4 | 2–1    | 2–5          |
| 2018/2019 | Puchar Konfederacji       | wstępna     | Demokratyczna Republika Konga | DC Motema Pembe        | 1–1 | 1–4    | 2–5          |

## Stadion
Domowe mecze klub rozgrywa na stadionie o nazwie Barthélemy Boganda Stadium w Bangi, który może pomieścić 20 000 widzów.